# MMP24
La metaloproteinasa-24 de la matriz es una enzima que en humanos está codificada por el gen MMP24.
Las proteínas de la familia de las metaloproteinasas de la matriz (MMP) participan en la degradación de la matriz extracelular en procesos fisiológicos normales, como el desarrollo embrionario, la reproducción y la remodelación tisular, así como en procesos patológicos, como la artritis y la metástasis. La mayoría de las MMP se secretan como proproteínas inactivas que se activan cuando se escinden mediante proteinasas extracelulares. Sin embargo, la proteína codificada por este gen es miembro de la subfamilia de MMP de tipo membrana (MT-MMP); cada miembro de esta subfamilia contiene un dominio transmembrana potencial que sugiere que estas proteínas se expresan en la superficie celular en lugar de secretadas. Esta proteína activa MMP2 por escisión. Anteriormente, el gen se denominaba MMP25, pero ahora se llama MMP24.